# 宣化直隸州
宣化直隸州，是明代交阯承宣布政使司下轄的一個直隸州，領曠縣、當道縣、文安縣、平原縣、底江縣、收物縣、大蠻縣、楊縣、乙縣九個縣，原名宣光州。治約在今越南宣光省、河江省和永福省的東北一隅。

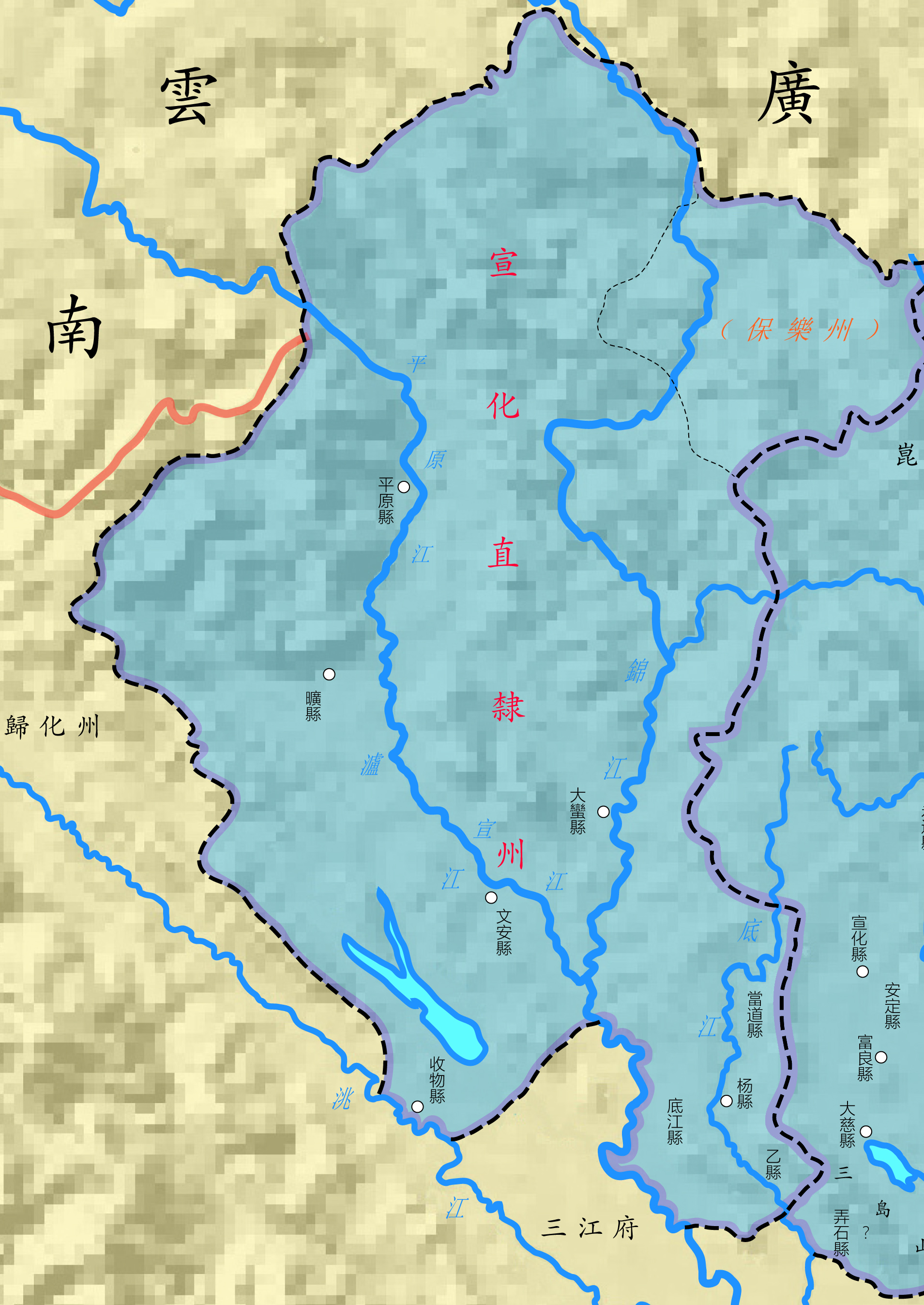

## 沿革
- 永樂五年（1407年）六月癸未置宣化直隸州，直隸布政司。并置宣化州稅課局，宣化州之長江河泊所[2][3]。
- 永樂六年冬十月己卯，陞交阯宣化州為宣化府，改宣化州稅課局為宣化府稅課司[4][5][6][7][8]。